# Логунова Тетяна Юріївна
Тетяна Юріївна Логунова (рос. Татья́на Ю́рьевна Логуно́ва; нар. 3 липня 1980 року, Москва, РРФСР, СРСР) — російська фехтувальниця (шпага), дворазова олімпійська чемпіонка у командній шпазі (2000 та 2004 роки) та бронзова призерка Олімпійських ігор 2016 року в командній шпазі, дворазова чемпіонка світу та чотириразова чемпіонка Європи, призерка чемпіонатів світу та Європи.

## Виступи на Олімпіадах
| Олімпіада   | Дисципліна          | Місце |
| ----------- | ------------------- | ----- |
| Сідней 2000 | індивідуальна шпага | 4     |
| Сідней 2000 | командна шпага      | 1     |
| Афіни 2004  | індивідуальна шпага | 9     |
| Афіни 2004  | командна шпага      | 1     |
| Пекін 2008  | індивідуальна шпага | 17    |
| Лондон 2012 | командна шпага      | 4     |
| Ріо 2016    | індивідуальна шпага | 17    |
| Ріо 2016    | командна шпага      | 3     |